# الینا شادرینا
الینا شادرینا (انگلیسی: Elena Valentinovna Shadrina؛ زادهٔ ۲۶ مارس ۱۹۸۲) وزنه‌بردار زن اهل قزاقستان-روسیه است.
وی در مسابقات کشوری و بین‌المللی در مجموع برندهٔ ۱ مدال طلا، ۲ مدال برنز شده‌است.